# Неверов, Герман Иванович
Герман Иванович Неверов (1935—1983) — советский футболист, нападающий.

## Биография
В начале карьеры выступал в классе «Б» за команду г. Молотова.
В 1956 году перешёл в ОДО (Свердловск). Первый матч в классе «А» сыграл 1 апреля 1956 года против московского «Спартака», а первый гол забил в своей третьей игре — 14 апреля в ворота московского «Динамо». Всего в высшей лиге в составе армейцев сыграл 21 матч и забил 1 гол. В 1957—1959 годах продолжал выступать за армейский клуб в классе «Б». Становился победителем зонального турнира класса «Б» в 1958 году.
В 1956 году принимал участие в Спартакиаде народов СССР в составе сборной РСФСР.
В 1960 году перешёл в «Кайрат». Участник первого матча «Кайрата» в высшей лиге — 10 апреля 1960 года против ленинградского «Адмиралтейца». Всего за клуб из Алма-Аты сыграл 4 матча. В том же сезоне вернулся в Свердловск, где играл за «Уралмаш».
В 1961—1962 годах играл за команды класса «Б» из Одессы — СКА и «Черноморец».
Умер в 1983 году. Урна с прахом захоронена в колумбарии Ваганьковского кладбища.